# يوليوس جنسن
يوليوس جنسن (بالإنجليزية: Julius Jensen)‏ هو سياسي أمريكي، ولد في 10 يناير 1872. حزبياً، نشط في الحزب الجمهوري. وقد انتخب عضو جمعية ولاية ويسكونسن.